# Eleccions a l'Assemblea de Madrid
Les eleccions a l'Assemblea de Madrid són aquelles en què els ciutadans de la Comunitat de Madrid elegeixen els seus representants al parlament de la comunitat autònoma.

## Sistema electoral
La llei electoral de la Comunitat de Madrid estableix una circumscripció única, que dona lloc a un notable nivell de proporcionalitat. En els comicis es tria un nombre de representants d'acord amb la raó d'un diputat per cada 50.000 habitants o fracció superior a 25.000, sense establir per tant cap límit màxim o mínim fix de integrants de la cambra legislativa.La barrera electoral mínima perquè les candidatures puguin aspirar a escó és del 5% de vots vàlids a la circumscripció. Igual que la resta de sistemes autonòmics i el del Congrés dels Diputats, empra la regla D'Hondt com a mètode d'atribució d'escons, i igual que tots els comicis legislatius espanyols, excepte el cas de les eleccions al Senat, llistes tancades.

## Eleccions celebrades
- 8 de maig de 1983
- 10 de juny de 1987
- 26 de maig de 1991
- 28 de maig de 1995
- 13 de juny de 1999
- 25 de maig de 2003
- 26 d'octubre de 2003
- 27 de maig de 2007
- 22 de maig de 2011
- 24 de maig de 2015
- 26 de maig de 2019
- 4 de maig de 2021
- 28 de maig de 2023